# Городище (городской округ Клин)
Городи́ще — деревня в Клинском районе Московской области России. Входит в состав сельского поселения Петровское. Население — 4 чел. (2010).

## Население
| 1852 | 1859 | 1890 | 1926 | 2002 | 2006 | 2010 |
| ---- | ---- | ---- | ---- | ---- | ---- | ---- |
| 228  | ↗255 | ↘249 | ↗327 | ↘6   | ↗10  | ↘4   |

## География
Расположена в западной части района, примерно в 30 км к юго-западу от города Клина, с которым связана автобусным сообщением. Ближайшие населённые пункты — деревни Мащерово и Алферьево.

## История
В «Списке населённых мест» 1862 года Городищи — владельческое село Клинского уезда Московской губернии по правую сторону Волоколамского тракта, в 35 верстах от уездного города, при реке Безымянке, с 30 дворами, православной церковью и 255 жителями (123 мужчины, 132 женщины). В селе также располагалось волостное правление.
По данным на 1890 год входило в состав Калеевской волости Клинского уезда, в селе находилась камера мирового судьи 3-го участка, число душ составляло 249 человек.
В 1913 году — 51 двор, имение Романовых, кузница и церковно-приходская школа.
В 1917 году селение было передано Петровской волости Клинского уезда.
По материалам Всесоюзной переписи населения 1926 года — центр Городищенского сельсовета Петровской волости, проживало 327 жителей (155 мужчин, 172 женщины), насчитывалось 62 хозяйства, среди которых 61 крестьянское.
С 1929 года — центр Городищенского сельсовета в составе Клинского района Московского округа Московской области. Постановлением ЦИК и СНК СССР от 23 июля 1930 года округа́ как административно-территориальные единицы были ликвидированы.
С 1939 года — центр Городищенского сельсовета Высоковского района Московской области, образованного из части Клинского района в результате его разукрупнения.
В 1954 году Городищенский сельсовет ликвидирован, а селение передано в Новиковский сельсовет.
В 1957 году Высоковский район был упразднён, а его территория возвращена Клинскому району.
1963—1965 — в составе Солнечногорского укрупнённого сельского района.
В 1975 году Новиковский сельсовет был упразднён, все его селения переданы Тарховскому сельсовету.
В 1994 году Московской областной думой было утверждено положение о местном самоуправлении в Московской области, сельские советы как административно-территориальные единицы были преобразованы в сельские округа.
В 1995 году из-за переноса административного центра Тарховский сельский округ был преобразован в Елгозинский.
1994—2006 год — деревня Елгозинского сельского округа Клинского района.
С 2006 года — деревня сельского поселения Петровское Клинского района Московской области.

## Достопримечательности

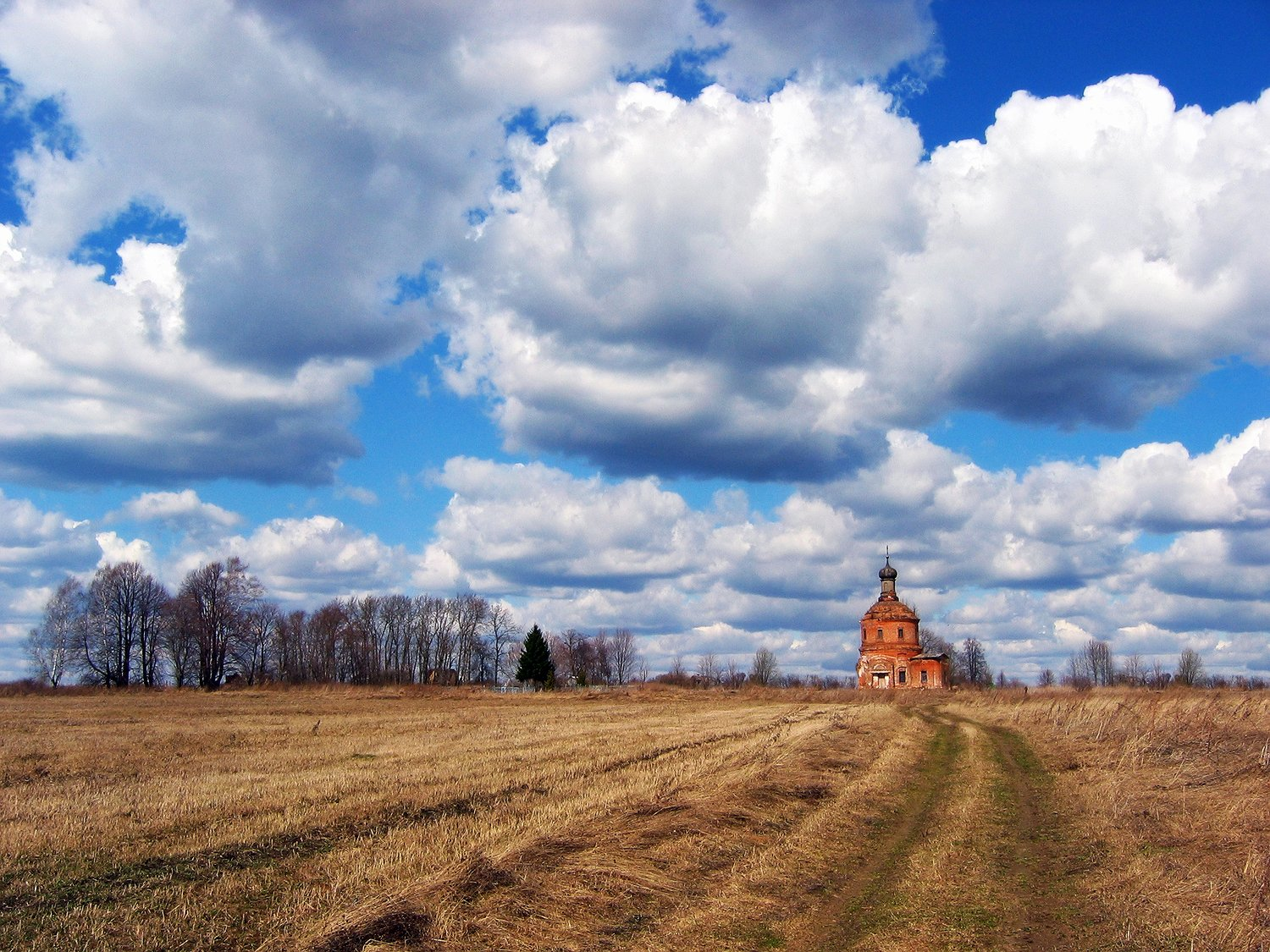
Храм в селе Городище

В деревне расположена церковь Иконы Божией Матери Одигитрия. Ротондальная церковь построена в 1790—1810 гг. в стиле классицизма на средства Квашниных. В начале 1930-х годов была закрыта, в 1950-х сломаны трапезная и колокольня. В конце 1990-х гг. в аварийном состоянии возвращена верующим. Является памятником архитектуры.